# 中铁银通卡
中铁银通卡是中铁银通支付有限公司推出的一种预付费卡，该卡可在中国大陆的铁路系统部分线路中使用，旅客持该卡可在铁路客运车站及代售点售票窗口、铁路客运车站自助售票机和中国铁路客户服务中心（12306网站）购票，此外，持该卡的旅客，亦可在铁路部门指定的区段及车站内直接刷卡进站乘车，其使用方法与交通卡（公交卡）相近。
中铁银通卡于2012年7月21日在京津城际铁路上推出，并于当日取代“京津城际快通卡”的地位。2017年5月1日起，为方便北京、天津间通勤人士出行，中铁银通支付有限公司自即日起发行“中铁银通京津城际同城优惠卡”，供经常乘坐京津城际铁路的人士使用，并可享受一定的优惠。

## 历史
2011年1月，中国铁路建设投资公司、中银通支付商务有限公司、中银信息技术服务（深圳）有限公司筹建中铁银通支付有限公司，并签署《中铁银通支付有限公司章程》和《中铁银通支付有限公司合资经营合同》，同年3月完成工商登记和税务登记。
2011年6月29日，中国人民银行发函《中国人民银行关于中铁银通支付有限公司发行商业预付卡办理铁路支付业务的意见》（银函〔2011〕98号），批准中铁银通公司发行中铁银通卡。2011年7月，中铁银通支付公司对中铁银通卡卡样进行了设计，后通过中国银联审批。2011年－2012年，中国信息安全测评中心、银行卡检测中心和相关部门对铁路客票系统中的中铁银通卡系统进行了安全检测，各项数据检测合格，符合设计要求。
2012年7月10日，京津城际铁路沿线车站开始代售中铁银通卡，7月16日开始在中国银行北京、天津部分营业网点发售。2012年7月21日，中铁银通卡在京津城际铁路上推出，并于当日取代“京津城际快通卡”的地位，此后该卡可以在铁路部门指定的其他区段直接刷卡进站使用。
2017年5月1日起，为方便北京、天津间通勤人士出行，中铁银通支付有限公司自即日起发行“中铁银通京津城际同城优惠卡”，供经常乘坐京津城际铁路的人士使用，并可享受一定的优惠。
2019年7月29日起，中铁银通支付官方微信公众号更新文章，支持在Android上通过“微信”的NFC功能为中铁银通卡进行圈存。

## 卡面设计
中铁银通卡是磁条、芯片双介质复合卡，正面印有持卡人姓名、有效身份证件号码及照片，并加贴银联UPCash专用标识。

## 购卡和使用

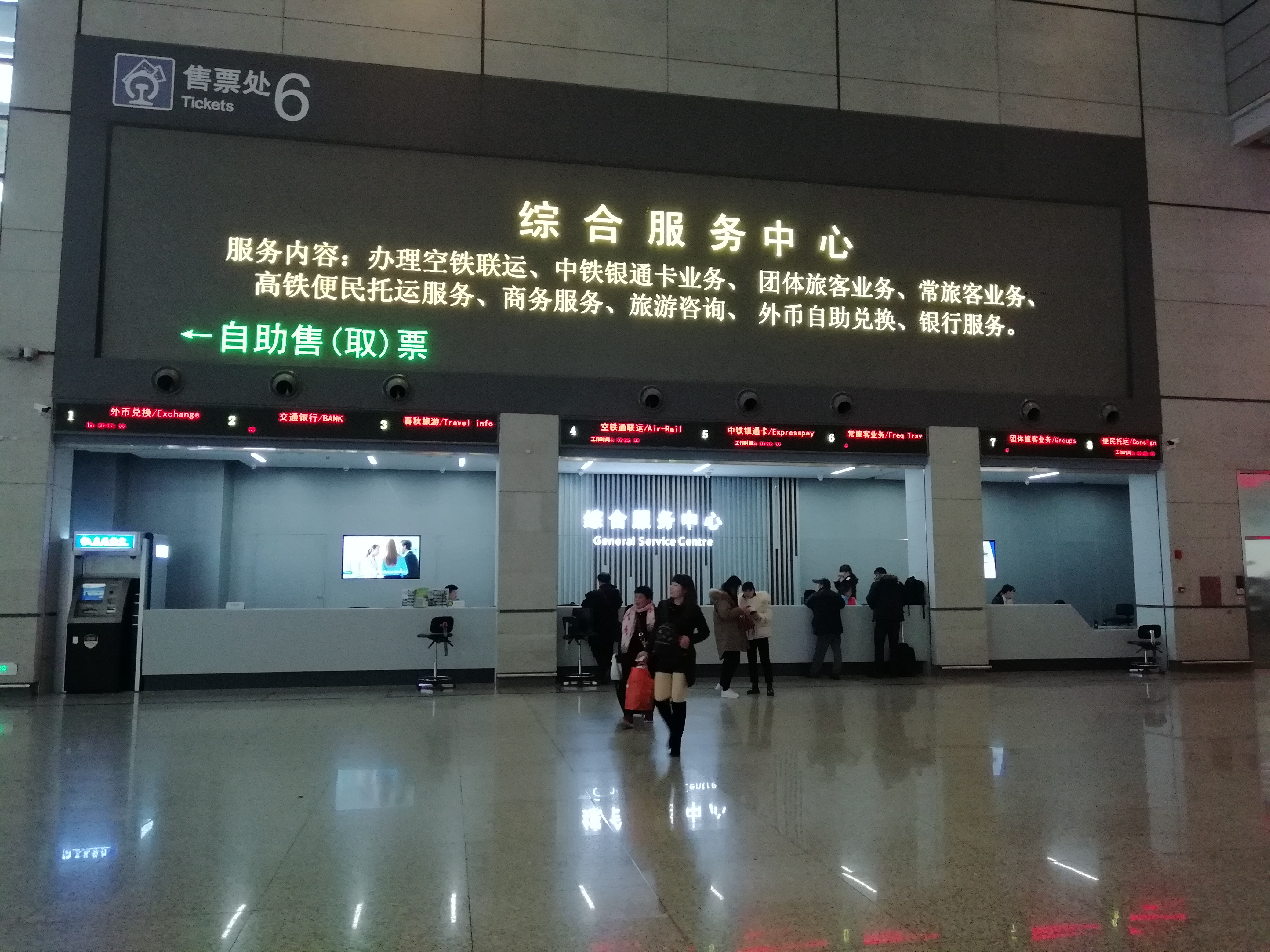
上海虹橋站出发层内的综合服务中心提供中铁银通卡购卡与充值服务

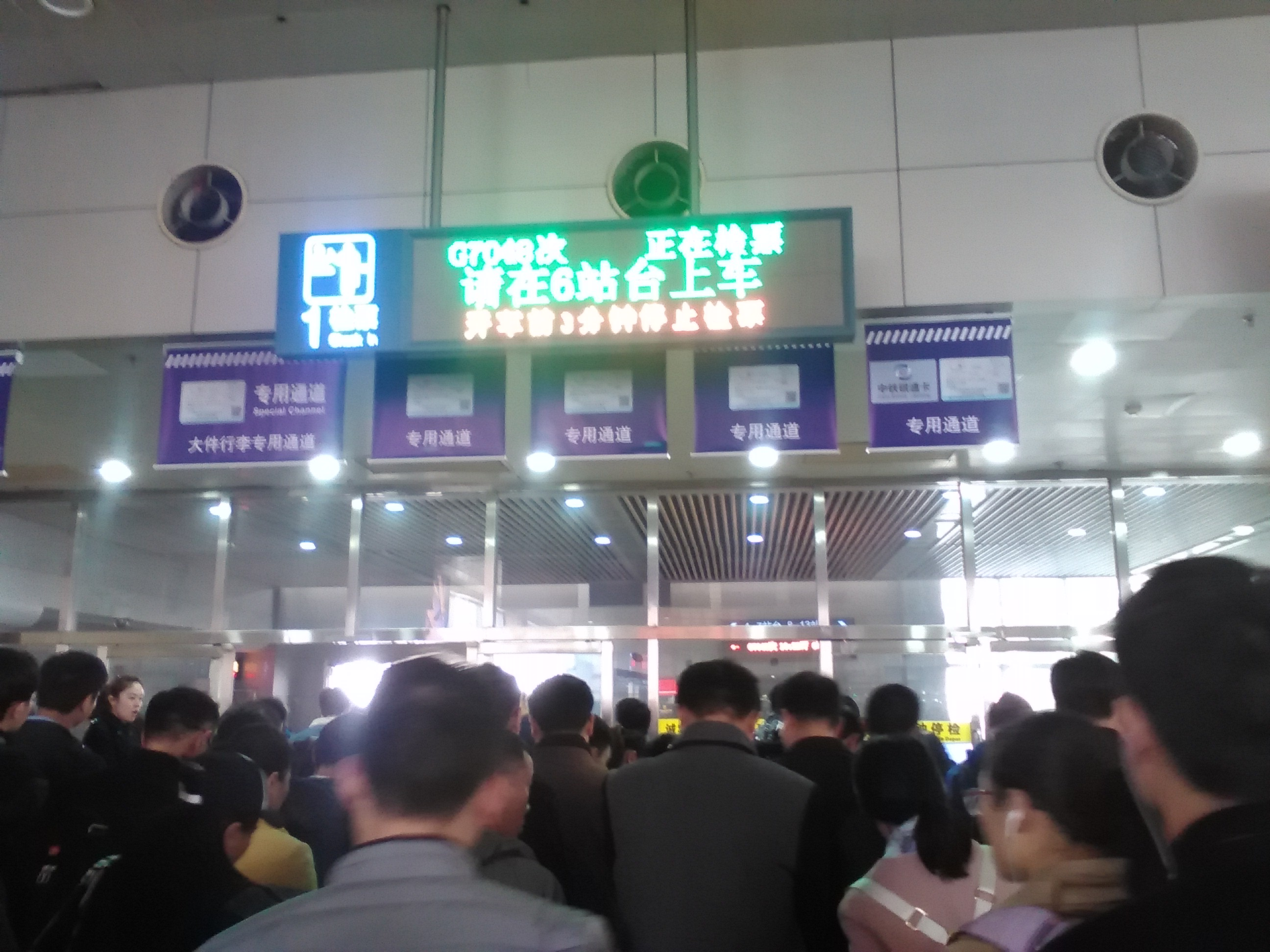
上海站第七候车室第一检票口，可见最右侧挂有“中铁银通卡专用通道”的标志

中铁银通卡可在中铁银通支付有限公司总部（仅限团体购买）、指定铁路车站代理销售窗口及指定中国银行代理销售网点以及通过手机线上服务进行办理购买。申办人在购卡时，需要携带有效身份证件（身份证、港澳居民来往内地通行证、台湾居民来往大陆通行证、按规定可使用的有效护照任选其一，中国大陆居民购卡时只可使用身份证办理，不可使用其他证件办理），然后填写申办表格，填写姓名、身份证号、联系电话等基本信息。首次购卡时，银卡充值金额不少于300元，金卡充值金额不少于500元，且另需支付30元的押金。另外，该卡每年还需要支付10元的年费。中铁银通卡的有效期为10年，过期后持卡人需到铁路售卡窗口办理换卡手续。而对于京津城际同城优惠卡，其有效期为一年。
中铁银通卡共设联机账户和电子现金账户两个账户，其中联机账户主要用于通过安装有POS机的铁路售票窗口、支持银行卡支付的自动售票机及中国铁路客户服务中心网站进行购票，余额上限为5000元；电子现金主要用于直接刷卡进站乘车，余额上限为1000元，同一卡片余额总上限为5000元。持卡人可以到售卡网点、通过贴有“中铁银通支付”标识的自助设备、中国银行“中银自助通”设备及中国银行网上银行进行转账充值。而京津城际同城优惠卡仅设有电子现金账户。
对于直接刷卡进站乘车的旅客，可在铁路部门指定区段的车站检票口的“中铁银通卡专用通道”刷卡过闸进站乘车，持银卡的旅客，限乘坐二等座席位，并按二等座票价扣款；持金卡的旅客，限乘坐一等座席位，并按一等座票价扣款。每趟列车都为持卡人预留座位，若预留座位用完，持卡人可以使用列车其他空余的二等座席位，但不得占用其他持有座位车票旅客的座位（此前的做法为若预留座位用完，则需等候乘坐下趟列车）。为确保列车安全运行，每趟列车在各车站均设置了刷卡乘车人数上限，若超过上限，其他持卡人将无法刷卡进站，需等候乘坐后续列车。而对于乘坐京津城际铁路和长吉城际铁路的持卡人，需使用车站内的取号机取号凭号候车、对号入座，未办理取号的或未按凭条指定日期、车次乘车的，将不能通过检票闸机乘车，此举是为保障乘车秩序。对于京津城际同城优惠卡的持卡人，若购买一定的次数，可享受不同级别的优惠。其优惠标准为：一次性购买20次，可享受原票价的9.5折；一次性购买60次，可享受原票价的9折；持金卡旅客一次性购买90次、持银卡旅客购买100次，可享受8.5折优惠。而该卡仅可用于京津城际铁路及其延伸线，且需在北京南站至天津市区域内各站点到点之间往返使用，即北京南站—武清站/天津站/军粮城北站/塘沽站/滨海站之间。
卡片丢失方面，该卡的联机账户可以拨打客服电话临时挂失，而电子现金则无法挂失；临时挂失的期限仅5天，若要办理正式挂失，需持有效身份证件到铁路售卡窗口办理。退卡方面，持卡人必须在购卡3个月后，持所使用的有效身份证件到铁路购卡地点办理退卡手续。

### 可刷卡进站乘车的线路
截至2017年12月，中铁银通卡持卡人可在由13个铁路集团公司管辖的34条高铁、动车及城际线路（仅限除非另有注明的本线列车，跨线列车不纳入刷卡乘车范围）的各车站直接刷卡进站乘车。具体如下（以下信息仅供参考，实际可乘车次请以铁路部门公告为准）：
| 所属路局              | 线路                                                       | 可乘车次 | 实施时间                                                                        | 售卡车站                                                               |
| --------------------- | ---------------------------------------------------------- | --- | ------------------------------------------------------------------------------- | ---------------------------------------------------------------------- |
| 沈阳局集团            | 长吉城际铁路                                               | C1001次-C1030次、C1041次-C1044次、C1201次-C1249次                                                                                                  | 2014年9月10日                                                                   | 长春西、长春、吉林                                                     |
| 沈阳局集团            | 吉珲客运专线                                               | C1001次-C1030次、C1041次-C1044次 | 2015年10月21日                                                                  | 延吉西、珲春                                                           |
| 沈阳局集团            | 沈丹客运专线                                               | D7601次-D7641次、D7651次-D7654次、D7671/7672次 | 2015年10月29日                                                                  | 沈阳北、沈阳、本溪、丹东                                               |
| 北京局集团            | 京津城际铁路                                               | C2001次-C2108次、C2201次-C2246次、C2581次-C2594次、C2613次-C2616次                                                                                 | 2012年7月21日                                                                   | 北京南、武清、天津西、天津                                             |
| 北京局集团            | 京津城际延伸线（津滨城际铁路）                             | C2301次-C2310次、C2581次-C2594次 | 2015年9月20日                                                                   | 天津、塘沽、滨海                                                       |
| 北京局集团            | 北京市郊铁路城市副中心线                                   | S101次-S108次 | 2017年12月31日                                                                  | 北京西、北京、北京东、通州（全线）                                     |
| 北京局集团            | 北京市郊铁路怀柔－密云线                                   | S503/504次、S507/508次 | 2017年12月31日                                                                  | 暂无                                                                   |
| 太原局集团/西安局集团 | 大西客运专线（原平西至西安北段）                           | D2501次-D2534次、D2561次-D2564次、D2581-D2584次 | 2014年12月10日（太原至西安段） 2018年11月3日（太原至原平西段）                  | 原平西、太原南、介休东、临汾西、运城北、运城北、西安北                 |
| 郑州局集团            | 郑焦城际铁路、郑开城际铁路、郑机城际铁路                   | C2801次-C2816次、C2901次-C2910次、C2922次-C2923次、C2925次-C2930次、C2951次-C2954次、C2965次-C2980次（C2977、8次除外）                             | 2017年7月21日                                                                   | 郑州、郑州东、宋城路、新郑机场、焦作                                   |
| 武汉局集团            | 武黄城际铁路                                               | C5343/5344次、C5353/5354次、C5501次-C5524次、C5601次-C5634次                                                                                       | 2014年9月25日                                                                   | 武汉、鄂州、黄石北、黄冈西、黄冈                                       |
| 武汉局集团            | 武孝城际铁路                                               | C5301-C5314次、C5343/5344次、C5353/5354次 | 2017年4月25日                                                                   | 汉口、孝感东                                                           |
| 西安局集团            | 西宝客运专线                                               | D2561次-D2564次、D6801次-D6828次、D6843/6844次 | 2014年9月20日                                                                   | 西安北、宝鸡南                                                         |
| 济南局集团            | 青荣城际铁路                                               | C6501次-C6508次、C6551次-C6580次 | 2015年1月26日（局部） 2016年11月16日（全线）                                    | 青岛、青岛北、烟台南、威海北、荣成                                     |
| 上海局集团            | 沪宁城际铁路                                               | G7001次-G7069次、G7095次-G7100次、G7101次-G7125次（不包括始发终到南京南站的班次）、G7071次—G7094次、G7131次—G7146次、G7203/7204次、G7211次-G7220次 | 2013年6月1日                                                                    | 上海、上海虹桥、苏州、无锡、常州、南京                                 |
| 上海局集团            | 沪杭客运专线                                               | G7301次-G7315次、G7351/7352次、G7357次-7360次、G7555/7556次、G7558次                                                                               | 2013年6月1日                                                                    | 上海、上海虹桥、嘉兴南、杭州东、杭州                                   |
| 上海局集团            | 宁安高速铁路                                               | G7071次—G7094次、G7131次—G7146次、D5601次—D5610次                                                                                                  | 2017年8月28日                                                                   | 南京南、马鞍山东、当涂东、芜湖、铜陵、池州、安庆                       |
| 上海局集团            | 宁启铁路                                                   | C3781-C3788次、D5471-D5478次 | 2017年8月28日                                                                   | 南京、扬州、泰州、海安、南通                                           |
| 南昌局集团            | 福厦铁路                                                   | D6201次-D6238次、D6403次-D6420次 | 2014年10月21日                                                                  | 福州、福州南、莆田、泉州、厦门北                                       |
| 南昌局集团            | 龙厦铁路                                                   | D6403次-D6420次、D6471次-D6478次 | 2014年10月21日                                                                  | 厦门北、漳州、龙岩                                                     |
| 广州局集团            | 海南环岛高速铁路（包括东环段及西环段）                     | C73xx次、C74xx次、S80xx次 | 2013年10月15日（东环段） 2016年3月20日（西环段） 2019年11月15日（海口市郊铁路） | 海口、海口东、美兰、琼海、三亚、陵水、乐东、东方、白马井、临高南       |
| 广州局集团            | 广珠城际铁路                                               | G6333次-G6336次、C7601次-C7688次、C7701次-C7750次、D7261次-D7266次                                                                                 | 2013年11月25日                                                                  | 广州南、小榄、新会、中山北、珠海                                       |
| 广州局集团            | 厦深铁路（深圳北至深圳坪山段）                             | C6803次、C6805次-C6818次、C7211/7212次 | 2015年9月18日                                                                   | 深圳北、深圳坪山                                                       |
| 广州局集团            | 长株潭城际铁路                                             | C6903次-C6926次、C6953次-C6984次 | 2016年12月29日                                                                  | 长沙、芙蓉南、湘潭、大丰、尖山、观沙岭                                 |
| 南宁局集团            | 衡柳铁路（桂林至柳州段）                                   | D82XX次、D83XX次、D84XX次（部分车次除外） | 2017年3月15日                                                                   | 桂林北、桂林、来宾北、柳州                                             |
| 南宁局集团            | 柳南城际铁路                                               | D82XX次、D83XX次、D84XX次（部分车次除外） | 2017年3月15日                                                                   | 柳州、南宁东、南宁                                                     |
| 南宁局集团            | 南钦铁路                                                   | D82XX次、D83XX次、D84XX次（部分车次除外） | 2017年3月15日                                                                   | 南宁东、钦州东                                                         |
| 南宁局集团            | 钦北高速铁路                                               | D82XX次、D83XX次、D84XX次（部分车次除外） | 2017年3月15日                                                                   | 钦州东、北海                                                           |
| 成都局集团            | 西成客运专线（成都至绵阳段）、成贵客运专线（成都至宜宾段） | C5xxx次、C6xxx次 | 2014年10月21日（成绵乐段） 2019年6月20日（乐山至宜宾西段）                      | 江油、绵阳、德阳、成都东、成都南、眉山东、乐山、峨眉山、宜宾西         |
| 成都局集团            | 渝万客运专线                                               | C6401次-C6430次 | 2016年11月28日                                                                  | 重庆北、长寿北、长寿湖、垫江、梁平南、眉山东、乐山、峨眉山             |
| 成都局集团            | 成灌铁路                                                   | C6101次-C6146次 | 2017年7月1日                                                                    | 安靖、犀浦、郫县西、都江堰、青城山、离堆公园、彭州                     |
| 成都局集团            | 成渝客运专线                                               | G8501次-G8584次、G8601次-G8638次 | 2017年7月1日                                                                    | 成都东、简阳南、资阳北、资中北、内江北、隆昌北、荣昌北、永川东、重庆北 |
| 成都局集团            | 重庆市域铁路                                               | D6141-D6170次 | 2018年11月12日                                                                  | 重庆北、重庆西                                                         |
| 昆明局集团            | 昆玉河铁路（昆明至玉溪段）                                 | D8601次-D8606次 | 2016年12月28日                                                                  | 昆明南、玉溪                                                           |

- 以上所列出的车站均可办理购卡、充值、圈存、打印车票、处理异常业务；其余沿线车站仅可办理充值、圈存、打印车票、处理异常业务，不办理售卡业务。
- 京津城际同城优惠卡持卡人乘坐京津城际列车，一次性购买一定的次数，且需在京津城际铁路北京南站至天津市区域内各站点到点之间往返使用（即北京南站—武清站/天津站/军粮城北站/塘沽站/滨海站之间），可享受不同级别的优惠。

## 影响
中铁银通卡的推出，意味着旅客购买火车票只需要一张卡，无需出示身份证，为购票者提供福利，亦能够帮助乘客上车之后就有座位。截至2015年底，持有中铁银通卡的旅客已有30万人，服务旅客近千万人次。